# Sony Xperia Z
Sony Xperia Z (модельний номер — C6603, інші назви — Sony Xperia Z LTE, Sony Yuga) — смартфон із серії Sony Xperia, розроблений компанією Sony, анонсований 7 січня 2013 року на CES. Смартфон має ступінь захисту від проникнення  IP55 і IP57, що робить його захищеним від пилу та водонепроникним, що дозволяє занурюватися під воду на глибину до 1 метра на термін до 30 хвилин. Разом із телефон був представлений і дизайн майбутніх смартфонів Sony «Omni-Balance».
Поряд з Xperia Z, Sony представила варіант під назвою Sony Xperia ZL, який використовує те ж обладнання, що і Xperia Z, але жертвує водостійкістю заради меншої рамки, фізичної кнопки камери та інфрачервоного порта.
У червні 2013 року Sony представила більшу версію Xperia Z під назвою Sony Xperia Z Ultra.
Його попередник — Sony Xperia T, а наступник — Sony Xperia Z1, був випущений 20 вересня 2013 року.

## Дизайн
Xperia Z у формі прямокутної плитки, яка є відходом від дизайну Sony 2012 року. За словами Sony, дизайн «Omni-Balance» зосереджений на створенні балансу та симетрії у всіх напрямках. Xperia Z має тонко закруглені краї та світловідбиваючі поверхні з усіх боків, які з’єднані каркасом із поліаміду скловолокна. Алюмінієва кнопка живлення розташована на правій стороні пристрою, що спрощує роботу однією рукою. Спереду і ззаду телефон прикритий загартованим склом, де спереду є скло Dragontrail від Asahi Glass Company, а задня частина — Corning Gorilla Glass.

## Характеристики смартфону

### Апаратне забезпечення
Смартфон працює на базі чотириядерного процесора Qualcomm Snapdragon S4 Pro (APQ8064), що працює із тактовою частотою 1,5 ГГц (архітектура ARMv7), 2 ГБ оперативної пам’яті і використовує графічний процесор Adreno 320 для обробки графіки. Пристрій також має внутрішню пам’ять об’ємом 16 ГБ, із можливістю розширення карткою microSD до 32 ГБ. Апарат оснащений 5-дюймовим (127 мм відповідно) дисплеєм із розширенням 1080 x 1920 пікселів із щільністю пікселів 443 ppi, що виконаний за технологією TFT. Він підтримує мультитач, для покращеного зображення використовується технологія BRAVIA engine 2 від Sony і здатний відображати 16 777 216 кольорів. 

### Камера
В апарат вбудовано 13,1-мегапіксельну задню камеру з датчиком зображення Exmor RS IMX135 а також світлодіодний спалах, стабілізацію зображення, HDR, розпізнавання обличчя (із зменшеним ефекту червоних очей), розгорнуту панораму, розпізнавання сцен і 16-кратний цифровий зум, а також 2,2 мегапіксельна фронтальна камера з сенсором Sony Exmor R. Обидві камери записують відео з роздільною здатністю 1080p.
Задня камера є однією з перших камер для мобільного телефону з HDR-відео.
Програмне забезпечення камери оснащено функцією швидкого запуску, також відомою як швидкий знімок, що дозволяє додатково автоматично робити фото або записувати відео відразу після запуску з екрана блокування.
Режим серійної зйомки Xperia Z має три налаштування швидкості: висока швидкість (0,9 мегапікселя), середня (9,6 мегапікселя) і низька (2,1 мегапікселя). З невідомих причин роздільна здатність на найнижчій швидкості нижча, ніж на середній швидкості. На найвищій швидкості пристрій може зробити 1000 фотографій протягом 68 секунд. Тести показують, що погана обробка зображень в автоматичному (стандартному) режимі камери призводить до втрати якості, тому фотографії, зроблені в режимі серійної зйомки, відображаються з більш високою якістю в порівнянні.

### Інтерфейси
Дані передаються через роз'єм micro-USB, який також підтримує USB On-The-Go, і порт HDMI (через MHL) для перегляду зображень і відео з пристрою на екрані телевізора. Щодо наявності бездротових модулів Wi-Fi (802.11 a/b/g/n 5 ГГц), Bluetooth 4.0, вбудована антена стандарту GPS + ГЛОНАСС, NFC, трансляція екрана через Miracast, DLNA та MirrorLink 1.0. В Японії смартфон має ще інфрачервоним бластером.

### Батарея
Весь апарат працює від Li-ion акумулятора ємністю 2330 мА·год, що може пропрацювати у режимі очікування 550 годин (22.9 днів), у режимі розмови — 11 годин, і важить 146 грам.

### Програмне забезпечення
Спочатку Xperia Z працював під управлінням Android 4.1.2 «Jelly Bean» із інтерфейсом користувача від Sony та додатковими програмами, включаючи медіа-програми Sony (Walkman, Альбоми і Фільми), а також режимом заряду акумулятора. Пристрій отримав оновлення 24 червня 2013 року до Android 4.2.2 «Jelly Bean». У грудні 2013 року для пристроїв Xperia Z вийшло оновлення програмного забезпечення Android 4.3 Jelly Bean. У травні 2014 року було випущено оновлення програмного забезпечення Android 4.4.2 «KitKat», а пізніше – Android 4.4.4 у вересні 2014 року.
16 жовтня 2014 року Sony повідомила, що оновить всю лінійку пристроїв Xperia Z до Android 5.0 «Lollipop», починаючи з початку 2015 року, для основних пристроїв Xperia Z3 і Xperia Z2, а невдовзі після цього вийдуть інші. Пізніше на CES 2015 на заході Sony вони оголосили, що Android 5.0 Lollipop буде випущено для серії Xperia Z з лютого 2015 року.
29 травня 2015 року Sony випустила Android 5.0 «Lollipop» для Xperia Z, а потім Android 5.0.2 від 23 травня 2015 року. 7 вересня 2015 року Sony випустила Android 5.1 Lollipop для Xperia Z. Це було останнє оновлення операційної системи для пристрою, оскільки Android 6.0 «Marshmallow» був випущений лише для Xperia Z2 і пізніших пристроїв Xperia.

## Критика
Ресурс PhoneArena поставив апарату 8,5 із 10 балів, сказавши, що «Sony проробила прекрасну роботу із дизайном свого смартфону…Смартфон має всі необхідні передумови, щоб стати переможцем на ринку Android». До плюсів зараховано висококласний дизайн скла, екран, першокласне апаратне забезпечення, пило- і водонепроникність, до мінусів — камера («посередня»), посередня якість дзвінків.
TechRadar поставив 4,5/5, сказавши, що «Sony хоче, щоб Xperia Z розглядали як альтернативний телефон, таким, що зіб'є Apple з його п'єдесталу». Сподобались технічні характеристики, батарея, дизайн, екран, не сподобались — камера («добра, але не запаморочлива»), пилонепроникність («не більше ніж слова у нашому випадку»), ціна.
CNET UK поставив оцінку 4/5, сказавши, що Sony зі Xperia Z «нарешті підібрав свій крок…Sony здійснив перший постріл у війні смартфонів 2013 року». Плюсами смартфону названо дизайн, пиле- і водонепроникність, процесор, слот розширення пам'яті, камера («неперевершена») мінусами — відбитки пальців, що залишаються, відсутність Android 4.2.
TheVerge поставив 7,2/10, сказавши, що «міцною спадщиною Xperia Z буде однією із нереалізованих можливостей та недостатньої диференціації». До переваг було зараховано режим витривалості батареї, дизайн («міцний, але красивий»), пиле- і водонепроникність, звучання, до недоліків — обмежені кути огляду, камера, ергономіка, PlayStation Mobile недорозвинута.

### Відео
- Офіційне відео Xperia™ Z (англ.)
- Офіційний відео огляд водонепроникного Full HD смартфону Sony Xperia Z [Архівовано 11 березня 2013 у Wayback Machine.] (англ.)
- Огляд Sony Xperia Z [Архівовано 22 лютого 2013 у Wayback Machine.] від PhoneArena (англ.)
- Огляд Sony Xperia Z [Архівовано 30 березня 2013 у Wayback Machine.] від Engadget (англ.)

### Огляди
- Огляд Sony Xperia Z  [Архівовано 1 березня 2014 у Wayback Machine.]на сайті Vinsee.com.ua (укр.)
- Огляд Sony Xperia Z [Архівовано 15 березня 2013 у Wayback Machine.] на сайті Engadget (англ.)
- Огляд Sony Xperia Z [Архівовано 18 березня 2013 у Wayback Machine.] на сайті TechRadar (англ.)
- Огляд Sony Xperia Z [Архівовано 13 березня 2013 у Wayback Machine.] на сайті CNET UK (англ.)